# Maison du Grand Veneur
Cet article concerne la maison de Cordes-sur-Ciel. Pour la maison de Laval, voir Maison du Grand-Veneur. Pour les autres significations, voir Grand veneur (homonymie).
La maison du Grand Veneur ou maison Céré est une maison gothique de Cordes-sur-Ciel dans le Tarn. Elle est classée monument historique depuis le 8 mars 1923 et le 8 août 1991.

## Origine
C'est une maison construite au Moyen Âge par une riche famille cordaise. Elle fait partie des édifices qui ont valu au village de Cordes-sur-Ciel le surnom de la « cité aux cent ogives » pour sa grande proportion d'édifices civils gothiques. Comme les autres, elle date en majeure partie du XIVe siècle mais a fait l'objet d'ajouts et de transformations jusqu'au XVIIIe siècle. Avec celles du Grand Écuyer et du Grand Fauconnier, elle doit son nom à une légende qui faisait de Cordes un repos au cours de chasses dans les environs pour le comte de Toulouse. Il n'en est rien, leur construction étant postérieure d'une cinquantaine d'années à la fin des comtes de Toulouse en 1271.  
Elle doit son nom à une frise sculptée consacrée à la chasse et située au second étage.  

## Description

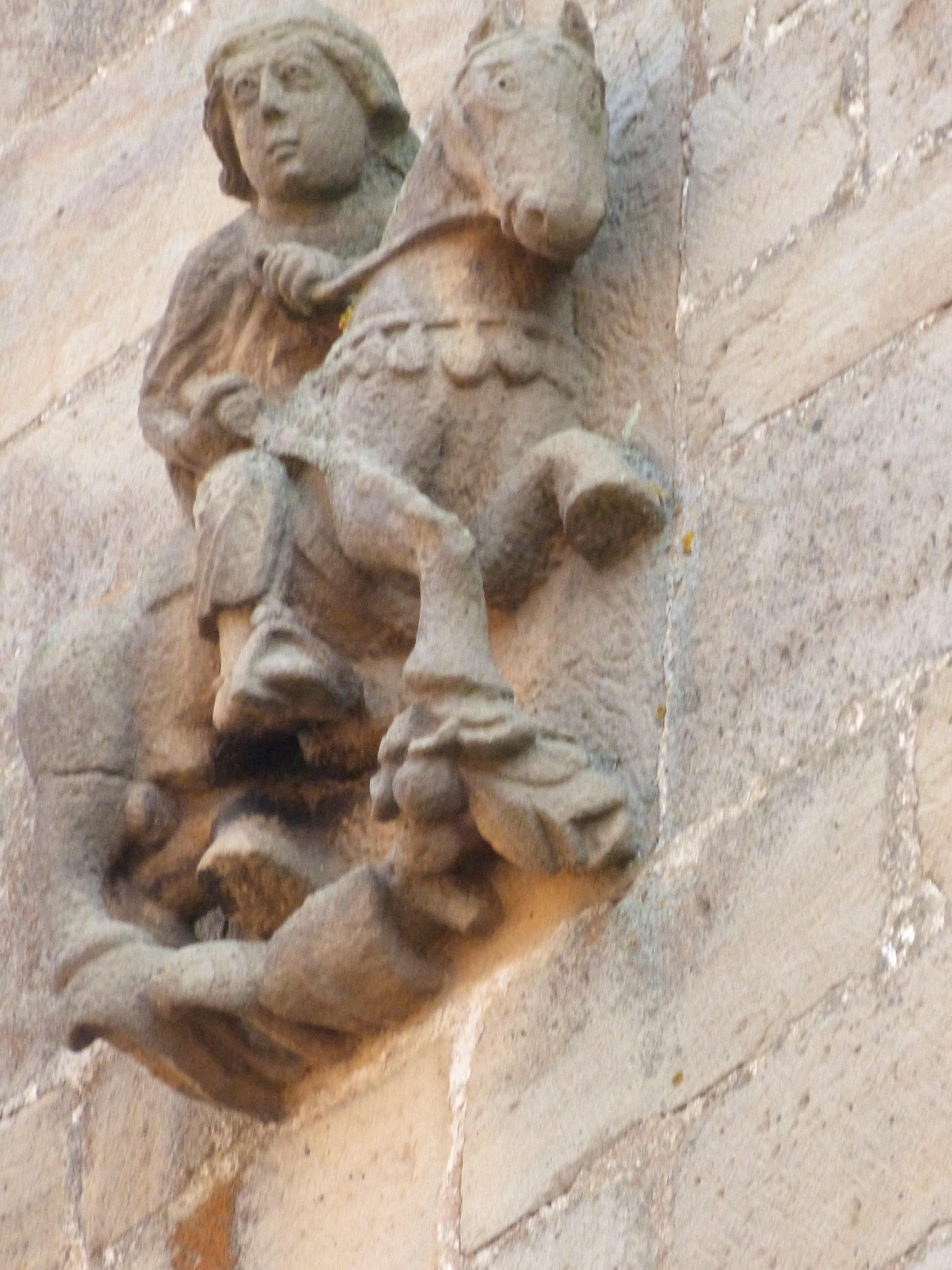
Chasseur à cheval.

Contrairement à d'autres maisons gothiques, elle possède quatre et non trois étages. Au rez-de-chaussée, elle comporte quatre arcades en ogive. Les fenêtres des premier et deuxième étages sont des baies géminées sous ogive réunies par deux. Les ouvertures des deux étages sont alignées. Au denier étage, les combles sont éclairés à droite et à gauche par deux fenêtres doubles en ogive encadrant deux petites ouvertures rectangulaires. 
De nombreuses sculptures ornent la façade. Charles Portal les juge toutefois un peu grossières : « toutes ces sculptures sont un peu lourdes et d'une facture parfois négligée, si bien que malgré l'abondance de la décoration, la façade du Grand Veneur n'atteint pas  le degré d'élégance de celle du Grand Fauconnier. »
La façade sur la rue est classée depuis le 8 mars 1923 et la partie arrière depuis le 8 août 1991. Cette partie comporte la façade sur cour, une tour-escalier, une citerne, les toitures et le sol de la cour.

## Sources